# XXVI. Armeekorps (Wehrmacht)
Das XXVI. Armeekorps der deutschen Wehrmacht, im vollen Titel Generalkommando XXVI. Armeekorps, war die Bezeichnung für die entsprechende Kommandobehörde aber auch für den Verband aus mehreren Divisionen und eigenen Korpstruppen, der von diesem Generalkommando geführt wurde und unter dem Oberbefehl einer Armee oder Heeresgruppe stand.

## Geschichte

### Aufstellung und Organisation
Das spätere XXVI. Armeekorps wurde am 22. August 1939 im Wehrkreis I als „Führungsstab z. b. V.“ aufgestellt. Kommandierender General war seit dem 22. August 1939 der Generalleutnant und spätere General der Artillerie Albert Wodrig, weshalb das Armeekorps im ersten Kriegsmonat auch als „Korps Wodrig“ bezeichnet wurde.

### Polenfeldzug und Westfeldzug
Beim Angriffskrieg gegen Polen im September 1939 unterstand der Verband der 3. Armee unter General der Artillerie Georg von Küchler, welche der Heeresgruppe Nord unter Generaloberst Fedor von Bock angehörte.
Auf der linken Flanke der 3. Armee kam das „Korps Wodrig“ mit der 12. und 1. Infanterie-Division bei ausweichenden polnischen Truppen in die Gegend südlich von Chorzele voran. Am 2. September näherte sich das Korps der Ortschaft Przasnysz und musste dabei polnische Gegenangriffe abweisen. Am 5. September erreichte es Maków Mazowiecki. Am 6. September erreichte die Masse des Armeekorps den Narew bei Różan, wo die Panzer-Division Kempf bereits den Kampf um den Übergang begonnen hatte. Tags darauf konnte das Korps einen Brückenkopf über den Narew bilden. Am 8. setzte sich das Korps mit seinen beiden Infanterie-Divisionen in den Besitz der Gegend um Ostrów Mazowiecka. Am selben Tag erreichte die der Armee direkt unterstellte 1. Kavallerie-Brigade den Bug bei Brok, tags darauf konnte das Korps „Wodrig“ auch dort einen Brückenkopf bilden.
Das „Korps Wodrig“ wurde am 1. Oktober 1939 in das XXVI. Armeekorps umgebildet. Im Westfeldzug gegen Frankreich im Mai 1940 stand das Korps im Verband der Heeresgruppe B (Generalfeldmarschall von Bock) und operierte im Abschnitt der 18. Armee (GFM von Küchler) gegen die Niederlande. Unterstellt waren dabei die 207., 208., 254. und 256. Infanterie-Division.
Während der Phase „Rot“ wurde es der 2. Armee unter Generaloberst Weichs unterstellt, zugeteilt waren jetzt die 34. und 45. Infanterie-Division.

### 1941
Am 22. Juni 1941 nahm das XXVI. Armeekorps (61. und 217. I. D.) im Verband der 18. Armee bei der Heeresgruppe Nord (General Lindemann) am Unternehmen Barbarossa teil. Die separat operierende 291. Infanterie-Division stieß bei Memel über die Grenze Ostpreußens nordwärts ins Baltikum vor, besetzte am 29. Juni Libau und am 3. Juli Riga. Mitte August erfolgte der Angriff der 58. und 291. Infanterie-Division auf Narwa, die 1. Infanterie-Division erreichte am 17. August den Luga-Abschnitt bei Kingissepp. Im September 1941 nahm das Korps, zusammen mit dem XXXVIII. Armeekorps vor Oranienbaum liegend, am Angriff auf Leningrad teil. Das Korps blockierte dann den Brückenkopf von Oranienburg mit vier Infanteriedivisionen (von West nach Ost: 217., 254., 93. und 212.).

### 1942
Zwischen 1942 und 1943 hielt das Korps das nach Schlüsselburg umgruppiert wurde, die Blockade Leningrads vom Osten her aufrecht. 
Am 19. August 1942 begann die Leningrader Front zwei Offensiven Richtung Sinjawino und Tosno, wo das XXVI. Korps konzentriert war. Die sowjetischen Truppen überquerten den Fluss Newa und errichteten einen Brückenkopf. Am 27. August griff auch die Wolchow-Front an, durchbrach die Front zwischen 223. und 227. Infanterie-Division und erreichte die Zugänge zu Sinjawino. Zusammen mit dem XXX. Armeekorps wurden die sowjetischen Kräfte im Kessel von Gaitolowo vernichtet. Bis zum 24. September waren die sowjetischen Einheiten eingeschlossen. Die 11. und 18. Armee machte 12.000 Gefangene, vernichtete bzw. erbeutete 300 Geschütze, 500 Mörser und 244 Panzer. Die Wolchow-Front zog sich zum 1. und die Leningrader zum 10. Oktober in ihre Ausgangsstellungen zurück.

### 1943
Am 12. Januar 1943 wurde das im Raum Schlüsselburg stehende XXVI. Armeekorps während der Operation Iskra beidseitig durch die 67. Armee aus dem Westen und Truppen der 2. Stoßarmee aus dem Osten angegriffen. Am ersten Tag konnte am linken Ufer der Newa bei Marjino im Abschnitt der deutschen 170. Infanterie-Division ein kleiner Brückenkopf erkämpft werden. Im Osten südlich des Dorfes Lipa und beidseitig von Gaitolowo gelang den Sowjets größere Fronteinbrüche bei der 1. und 227. Infanterie-Division. Der Oberbefehlshaber der 18. Armee, verstärkte General von Leyser sofort mit der 96. Infanterie-Division, welche aus dem Abschnitt des südlicher stehenden XXVIII. Armeekorps abgezogen worden war. Am 18. Januar ging Schlüsselburg an die Rote Armee verloren, gleichzeitig gelang es der Roten Armee einen 8 bis 11 Kilometer breiten Korridor zu bilden und die direkte Landverbindung zu Leningrad wiederherzustellen.

### 1944
Anfang 1944 wurde es infolge der russischen Gegenoffensive auf Narwa zurückgedrängt, wo es noch bis zum Sommer 1944 standhalten konnte. Das Generalkommando war als Teil der Armeeabteilung Narwa mit der 225. und 227. Infanterie-Division im Norden des Peipus-See konzentriert. Infolge des Zusammenbruches der Heeresgruppe Mitte Ende Juni 1944 wurde die Abgabe der 170. Infanterie-Division in den Raum Polozk nötig und der allgemeine Rückzug auf Riga notwendig.
Nachdem die Stadt Riga im September 1944 verloren gegangen war, wurde die 18. Armee in Kurland abgeschnitten. Der freigewordene Stab des XXVI. Korps wurde der 4. Armee unterstellt und zur Verteidigung von Ostpreußen herangezogen. Zugeteilt waren dabei die 1. Infanterie-, die Gruppe Schirmer sowie die 549. Volksgrenadier-Division. Ab 16. Oktober 1944 erfolgte der erste sowjetische Einbruch in Ostpreußen, die Front des XXVI. und XXVII. Armeekorps wurde dabei durch die 11. Gardearmee aufgerissen, die Grenzstellungen zwischen Wirballen und Wystiter See gingen während der Gumbinnen-Goldaper Operation verloren. Südlich Gumbinnen erfolgte der Durchbruch der Truppen General Galizkis bis zum Angerapp-Abschnitt bei Nemmersdorf. 
Nur durch Gegenangriffe des XXXIX. Panzerkorps bei Goldap und Gumbinnen konnte die Lage wieder hergestellt werden.

### 1945
Nach Beginn der Schlacht um Ostpreußen waren dem Korps im Rahmen der 3. Panzerarmee am 13. Januar 1945 im Raum Haselberg-Schloßberg die 1., 56. und 69. Infanterie-Division und im Raum Gumbinnen die 349. und 549. Volks-Grenadier-Division unterstellt. Die Front des Korps wurde nach wenigen Tagen von den Truppen unter Armeegeneral Tschernjachowski durchbrochen und zum Rückzug auf Insterburg gezwungen. Im Februar 1945 hielt sich das Korps im Verband der 4. Armee noch südlich von Königsberg bei Braunsberg und wurde später im Kessel von Samland zerschlagen. Am 16. April konnte der Angriff der sowjetischen 43. Armee auf Peyse durchbrechen und die Verteidigung des XXVI. A.K. durchbrechen. Unter den zuletzt unterstellten Verbänden befanden sich die Reste der 5. Panzer – die 28. Jäger – und der 1. Infanterie-Division.

## Führung
Kommandierende Generale:
- General der Artillerie Albert Wodrig Aufstellung bis 1. Oktober 1942
- General der Infanterie Ernst von Leyser 1. Oktober 1942 bis 1. Juli 1943
- General der Panzertruppen Gustav Fehn 1. Juli bis 19. August 1943
- General der Infanterie Ernst von Leyser 19. August bis 31. Oktober 1943
- General der Infanterie Carl Hilpert 31. Oktober 1943 bis 1. Januar 1944
- General der Infanterie Martin Grase 1. Januar bis 15. Februar 1944
- General der Infanterie Anton Grasser 15. Februar bis 11. Mai 1944
- General der Artillerie Wilhelm Berlin 11. Mai bis 15. Juni 1944
- General der Infanterie Anton Grasser 15. Juni bis 6. Juli 1944
- General der Infanterie Gerhard Matzky 6. Juli 1944 bis Mai 1945

Chef des Generalstabes:
- Oberstleutnant i. G. Hans Boeckh-Behrens Aufstellung bis 20. Oktober 1939
- Oberst i. G. Hermann Foertsch 21. Oktober 1939 bis Oktober 1940
- Oberst i. G. Richard-Heinrich von Reuß 8. Oktober 1940 bis Juli 1942
- Oberst i. G. Hans Christ Juli 1942 bis August 1943
- Oberst i. G. Karl-Friedrich Jessel August 1943 bis April 1944
- Oberst i. G. Kurt Spitzer April 1944 bis 1945